# Брейк-данс
Брейк-данс (англ. breakdance) — спортивный стиль уличных танцев, созданный в США афроамериканской и пуэрто-риканской молодёжью в начале 1970-х годов. Исходным термином для танца был «би-боинг», а практикующих этот танец называли «би-боем», «би-гёрлой» или «брейкером». Термин «брейк-данс» впервые появился в прессе в 1981 году и часто используется для обозначения танца в популярной культуре.
Впервые «би-боинг» появился в Бронксе в 1974 году. Этот термин придумал ямайский диджей Кул Герк: он называл «би-боями» («брейк-боями») и «би-гёрлами» («брейк-гёрлами») молодых людей, танцующих под его перкуссионные «брейки» на уличных вечеринках в парке Сидар с лета 1974 года. Первых танцоров звали Tricksy, Wallace Dee, The Amazing Bobo, Sau Sau, Charlie Rock, Norm Rockwell, Eldorado Mike, а также Keith и Kevin из дуэта The Nigga Twins. По словам Coke La Rock, первым би-боем на этих вечеринках был Sau Sau (он же A1 B-boy Sasa). В то время танцевали в основном верхние стили брейка. Братья Кит и Кевин Смит из дуэта The Nigga Twins были первыми, кто продемонстрировал нижний брейк («брейкинг») в 1975 году.
К концу 1970-х с появлением музыки в стиле диско танец утратил свою популярность среди чернокожих. В начале 80-х пуэрто-риканские би-бои из Rock Steady Crew вдохнули новую жизнь в би-боинг, изобрели много новых движений в нижнем брейке («брейкинге») и вывели танец на новый уровень. Впервые брейк-данс был представлен за пределами Нью-Йорка в фильме «Танец-вспышка» в 1983 году, в котором танец фигурировал в одном из эпизодов. Брейк-данс обычно исполняется под песни, содержащие драм-брейки (соло на ударных), особенно в хип-хоп-музыке, фанке, соуле и брейкбите, хотя современные тенденции допускают гораздо более широкое разнообразие музыки в определённых диапазонах темпа и ритмов.
Существует две разновидности брейк-данса: верхний («робот», «электрик-буги», «поппинг», «локинг», «кинг-тат») и нижний («брейкинг»). «Брейкинг» в основном состоит из четырёх видов движений: toprock, downrock, power moves и freezes. Один из стилей брейк-данса — «брейкинг» — был впервые включён в олимпийскую программу на Играх 2024 года, которые прошли в Париже.

## Происхождение термина
Вместо первоначального термина «би-боинг» («брейк-боинг») основные средства массовой информации продвигали этот вид искусства как «брейк-данс» — термин, под которым он стал широко известен. Некоторые энтузиасты считают «брейк-данс» невежественным и даже уничижительным термином из-за того, что средства массовой информации эксплуатируют этот вид искусства, в то время как другие используют его для уничижительного обозначения танцоров, обученных в танцевальной студии, которые могут выполнять движения, но не ведут «образ жизни би-боя»:61, и обвиняют средства массовой информации в показе упрощённой версии танца, в которой основное внимание уделяется «трюкам», а не культуре. Термин «брейк-данс» стал общим термином, который включает в себя калифорнийские танцевальные стили, такие как поппинг, локинг и электрик-бугалу, в дополнение к нью-йоркскому би-боингу:60. Такие рэперы, как KRS-One, Talib Kweli, Mos Def и Дэррил Макдэниелс из Run-D.M.C., называют нижний брейк-данс — «брейкингом».
Термины «би-бой» («брейк-бой»), «би-гёрл» («брейк-гёрл») и «брейкер» были первоначальными терминами, используемыми для описания танцоров, которые выступали под брейкбиты диджея Кул Герка. Очевидна связь термина «брейкинг» со словом «брейкбит». Кул Герк отметил, что термин «брейкинг», которым описывали нижний брейк-данс, был сленговым выражением 1970-х годов, означавшим «возбуждаться», «действовать энергично» или «причинять беспокойство». Большинство первопроходцев и практиков брейк-данса предпочитают термины «би-бой», «би-гёрл» и/или «брейкер», когда речь идёт об этих танцорах. Для тех, кто хорошо знает хип-хоп-культуру, термин «брейкдансер» может использоваться ими для унижения тех, кто изучает танец для личной выгоды, а не для приверженности культуре:61 Би-бой London из команды New York City Breakers и режиссёр Майкл Холман называют этих танцоров «брейкерами». Frosty Freeze из Rock Steady Crew говорит: «Мы были известны как би-бои», а хип-хоп-пионер Африка Бамбаатаа говорит: «Би-бои — это те, кого вы называете брейк-боями… или би-гёрлы — это те, кого вы называете брейк-гёрлами». Кроме того, соучредитель Rock Steady Crew Сантьяго «Джо Джо» Торрес, участник Rock Steady Crew Марк «Мистер Фриз» Лембергер, хип-хоп-историк Fab 5 Freddy и рэперы Big Daddy Kane и Tech N9ne используют термин «би-бой».
| Источник                                             | Цитата | Ссылка               |
| ---------------------------------------------------- | --- | -------------------- |
| Ричард «Crazy Legs» Коло́н; Rock Steady Crew          | «Когда я впервые узнал об этом танце в 1977 году, он назывался би-боинг… к тому времени, когда он попал в прессу в 81-82 годах, он превратился в 'брейк-данс', и я даже был пойман на том, что тоже стал называть его брейк-дансом». | [ 10 ]               |
| Майкл Холман (кинорежиссёр), New York City Breakers  | «Возможно, то, что делает Crazy Legs, это говорит: „Я хочу перевоспитать рынок и заставить их увидеть, что всё, что было до этого, было 'брейк-дансом', а то, что происходит сейчас — это 'би-боинг'. И всё это находится под моим контролем, покровительством, капризами и прочим“. Но это умно, потому что это смена парадигмы, в которой он сейчас не просто игрок, но и создатель королей. Главарь.» | :62                  |
| Mandalit del Barco, журналистка                      | «Брейк-данс, возможно, и умер, но би-бой, один из четырёх оригинальных элементов хип-хопа (в том числе: эмсиинг, диджеинг и рисование граффити) продолжает жить. Для тех, кто знал его до того, как он был помечен именем брейк-данс, для тех, кто всё ещё участвует в этой сцене, они всегда будут знать его как би-боинг, традиция жива и будет жить.» | [ 32 ]               |
| Foundatio, книга Джозефа Шлосса                      | «Помимо своей общей ассоциации с коммерциализацией, термин брейк-данс также проблематичен на более практическом уровне. В отличие от би-боинга, который относится к конкретной танцевальной форме, которая развилась в Нью-Йорке в 70-х, брейк-данс часто используется в качестве зонтичного термина, который включает в себя не только би-боинг, но также поппинг, локинг и электрик-бугалу, и другие так называемые танцы в стиле фанк, которые зародились в Калифорнии.» | :60                  |
| The Electric Boogaloos                               | «В 80-х годах, когда уличные танцы стали популярны, СМИ часто неправильно использовали термин брейк-данс как зонтичный термин для большинства стилей уличных танцев, которые они видели. Чего многие люди не знали, так это того, что внутри этих стилей существуют другие субкультуры, каждая из которых имеет свою собственную идентичность. Брейк-данс, или би-боинг, как его более уместно называют, как известно, уходит своими корнями на восточное побережье, где находился под сильным влиянием брейк-битов и хип-хопа.»                                                                                                  | [ 33 ]               |
| Timothy «Popin Pete» Solomon; The Electric Boogaloos | «Важно уточнить, что термин 'Брейк-данс' является неправильным, я читал об этом во многих журналах, но это термин средств массовой информации. Правильный термин — 'Брейкинг', а люди, которые его танцуют — это Би-Бои и Би-Гёрлы. Термин 'Брейк-данс' должен быть исключён из танцевального словаря.» | [ 34 ]               |
| Hip-Hop Dance Conservatory                           | «Брейкинг или би-боинг, как правило, неправильно истолковывается или неправильно называется 'брейк-дансом'. Брейк-данс — это термин, порождённый чреслами мещанства, научности и наивности СМИ того времени. Без истинного знания хип-хоп-диаспоры, но из-за непреодолимой потребности определить его для невежественных масс родился термин 'брейк-данс'. Большинство брейкеров сильно обижаются на этот термин». | [ 35 ]               |
| Джефф Чанг (журналист)                               | «В 1970-х годах в бедных районах Нью-Йорка и Калифорнии возник целый ряд танцев, которые практиковали чернокожие и латиноамериканские дети. Стили имели головокружительный список имён: 'uprock' в Бруклине, 'locking' в Лос-Анджелесе, 'boogaloo' и 'popping' во Фресно, и 'strutting' в Сан-Франциско и Окленде. Когда эти танцы получили известность в середине 80-х за пределами их географического контекста, различные стили были объединены под тегом 'брейк-данс'.» | [ 27 ]               |
| American Heritage Dictionary                         | - «би-бой (англ. b-boy) (bē′boi′) сущ. Мужчина или мальчик, который занимается би-боингом. [b-, вероятно, сокращение от BREAK (от танцевальных брейков в фанк-записях, из которых тёрнтейблисты делают музыку в стиле брейкбит, под которую исполняется би-боинг) + BOY.]» - «брейк-данс, также брейк·данс·инг (brāk dăn′sĭng) сущ. Форма неритмичных городских танцев, характеризующаяся акробатическими и гимнастическими движениями.» - «брейк·инг (brā kĭng) сущ. Форма городского танца, включающая такие стили, как локинг, поппинг и би-боинг, обычно исполняемая под музыку в стиле фанк. Также называется брейк-дансом». | [ 36 ] [ 37 ] [ 38 ] |

## История

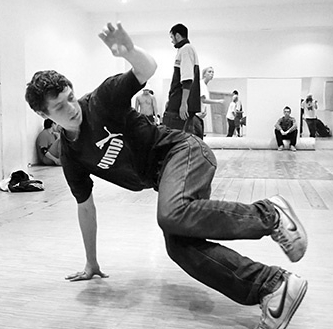
Брейкер занимается даунроком в танцевальной студии в Москве

Многие элементы брейк-данса можно увидеть в других предшествующих культурах до 1970-х годов. Первопроходцы би-боинга Ричард «Crazy Legs» Коло́н и Кеннет «Ken Swift» Габберт, оба из Rock Steady Crew, ссылаются на Джеймса Брауна и фильмы кунг-фу (особенно фильмы Брюса Ли) как на источники вдохновения. Многие акробатические движения, такие как «флэр», явно связаны с гимнастикой. В книге 1877 года «Роб Рой на Балтийском море» Джон МакГрегор описывает, как увидел недалеко от Норрчёпинга «…молодого человека в полном одиночестве, который снова и снова практиковал самый необъяснимый прыжок в воздухе… он подпрыгнул, а затем повернулся на руке на точку, когда его верхняя часть ноги описала большой круг…». На гравюре изображён молодой человек, явно танцующий брейк-данс. Танец назывался Giesse Harad Polska или «танец лосося». В 1894 году Томас Эдисон снял Уолтера Уилкинса, Денни Толивера и Джо Растуса, танцующих и исполняющих «брейкдаун». Затем в 1898 году он заснял молодого уличного танцора, исполняющего акробатические вращения головы. Однако только в 1970-х годах брейк-данс стал определённым танцевальным стилем в Соединённых Штатах. Есть также свидетельства этого стиля танца в Кадуне, Нигерия, в 1959 году.
Начиная с диджея Кул Герка, диджеи из Бронкса брали ритмические фрагменты (также известные как «брейки») танцевальных записей и продлевали их, последовательно зацикливая. Брейкбит обеспечил ритмическую основу, которая позволила танцорам продемонстрировать свои импровизационные навыки во время «брейка». Это привело к первым пошаговым танцевальным соревнованиям («баттлам») между двумя людьми или танцевальными командами, которые оценивались с точки зрения творчества, навыков и музыкальности. Эти «баттлы» происходили в «сайфер»-кругах людей, собравшихся вокруг брейкеров. Несмотря на то, что первые брейк-дансеры были «почти на 90 процентов афроамериканцами», танцевальные команды «SalSoul» и «Rockwell Association» почти полностью состояли из пуэрто-риканских американцев.

### Апрок
Отдельная, но родственная танцевальная форма, которая повлияла на брейк-данс, — это апрок (англ. uprock), также называемая рокингом (англ. rocking) или бруклинским роком (англ. Brooklyn rock). Апрок — это агрессивный танец, в котором два танцора имитируют способы борьбы друг с другом, используя имитированное оружие в ритме музыки. Апрок как собственный танцевальный стиль никогда не пользовался такой же широкой популярностью, как брейк-данс, за исключением некоторых очень специфических движений, принятых брейкерами, которые используют их как вариацию своего топрока:138. При использовании в брейк-дансовом баттле противники часто отвечают, выполняя похожие на апрок движения, предположительно создавая короткий апрок-баттл. Некоторые брейкеры утверждают, что, поскольку апрок изначально был отдельным танцевальным стилем, его никогда не следует смешивать с брейк-дансом, и что движения апрока, исполняемые брейкерами сегодня, являются не оригинальными движениями, а имитациями, которые показывают лишь небольшую часть оригинального стиля апрок. В видеоклипе на хит-сингл 1985 года «I Wonder If I Take You Home» певицу Lisa Lisa и барабанщика группы Cult Jam Майка Хьюза можно увидеть «качающимися» (исполняющими апрок) на 1:24 при просмотре на YouTube.
Отмечалось, что брейк-данс заменил борьбу между уличными бандами. Напротив, некоторые считают ошибочным мнение, что брейк-данс когда-либо играл роль посредника в соперничестве между бандами. Тем не менее, апрок берёт своё начало в бандах:116, 138, чьи лидеры могли прибегнуть к апроку, чтобы урегулировать споры о сфере влияния, а победитель определял место боя, которое уладило бы этот вопрос.

### Олимпийский вид спорта
В 2018 году в Буэнос-Айресе брейк-данс дебютировал в качестве олимпийской дисциплины в рамках Юношеских Олимпийских Игр. Победителем соревнований первым в истории олимпийским чемпионом в брейк-дансе стал российский спортсмен Сергей Чернышев. В 2024 году на Летних Олимпийских играх в Париже брейк-данс впервые присутствовал в соревновательной программе.

## Элементы брейкинга
Существует четыре основных элемента «брейкинга» (нижнего брейк-данса), которые формируют танец: топрок, даунрок, силовые трюки и фризы.
- Toprock (рус. Топрок) — обычно относится к любой последовательности шагов, выполняемых из положения стоя. Обычно это первое и главное вступительное проявление стиля, хотя танцоры часто переходят от других аспектов брейк-данса к топроку и обратно. В топроке есть множество шагов, каждый из которых может варьироваться в зависимости от выражения лица танцора (например, агрессивного, спокойного, возбуждённого). В определении топрока допускается большая свобода: пока танцор сохраняет чистоту, форму и отношение, теоретически всё может быть топроком. Топрок может опираться на многие другие танцевальные стили, такие как поппинг, локинг, чечётка, линди-хоп или хаус-данс. Переходы от топрока к даунроку и силовым движениям называются «дропами»[53].
- Downrock (рус. Даунрок), также известный как «footwork» (рус. «работа ногами») или «floorwork» (рус. «работа на полу») — используется для описания любого движения на полу, когда руки поддерживают танцора так же, как и ноги. Даунрок включает в себя такие движения, как основной 6-шаговый, и его варианты, такие как 3-шаговый. Самая основная часть даунрока выполняется исключительно на ногах и руках, но более сложные вариации могут включать колени, когда конечности проходят друг через друга.
- Power moves (рус. Силовые трюки) — это акробатические трюки, для выполнения которых требуется импульс, скорость, выносливость, сила, гибкость и контроль. Брейкер обычно поддерживается верхней частью тела, в то время как остальная часть его тела создаёт круговой импульс. Вот некоторые примеры: ветряная мельница, смахивание, вращение назад и вращение головы. Некоторые силовые трюки заимствованы из гимнастики и боевых искусств. Примером силового трюка, взятого из гимнастики, являются «круги Томаса», которые в брейк-дансе пишутся сокращённо как «флай» (рус. «круги»).
- Freezes (рус. Фризы) — это стильные позы, которые требуют, чтобы брейкер подвешивал себя над землёй, используя силу верхней части тела в таких позах, как «пика». Они используются, чтобы подчеркнуть сильные доли в музыке и часто сигнализируют об окончании сета. Фризы могут быть связаны в цепочки или «стопки», в которых брейкеры переходят от фриза к фризу и фризу, чтобы попасть в ритм музыки, демонстрирующей музыкальность и физическую силу.

## Музыка для брейк-данса
Музыкальный выбор для брейк-данса не ограничивается музыкой в жанре хип-хоп, если соблюдены условия темпа и ритма. Брейк-данс можно легко адаптировать к разным музыкальным жанрам с помощью ремиксов. Оригинальные песни, которые популяризировали танцевальную форму, в значительной степени заимствованы из прогрессивных жанров фанка, соула, диско, электро и джаз-фанка. Для брейк-данса использовались песни Джеймса Брауна, «It’s Just Begun» Джимми Кастора Банча и «Apache» группы Incredible Bongo Band.
Наиболее распространённой чертой музыки брейк-данса являются музыкальные брейки или компиляции, составленные из семплов, взятых из разных песен, которые затем зацикливаются и соединяются вместе диджеем. Темп обычно колеблется от 110 до 135 ударов в минуту с перемешиванием шестнадцатых и четвертных долей в перкуссионном паттерне. История приписывает диджею Кул Герку изобретение этой концепции, позже названной брейкбитом.

## Некоторые крупные соревнования
- Battle of the Year (BOTY) было основано в 1990 году Томасом Хергенрётером в Германии[56]. Это первое и крупнейшее международное соревнование по брейк-дансу для команд брейк-данса[57]. BOTY проводит региональные квалификационные турниры в нескольких странах, таких как Зимбабве, Япония, Израиль, Алжир, Индонезия и Балканы. Команды, выигравшие эти турниры, продолжают соревноваться в финальном чемпионате в Монпелье, Франция[56]. BOTY были показаны в независимом документальном фильме Planet B-Boy (2007), в котором пять танцевальных команд тренировались перед чемпионатом 2005 года. В январе 2013 года был выпущен 3D-фильм Battle of the Year («Битва года»). Его снял Бенсон Ли, который также снял Planet B-Boy[58].
- The Notorious IBE — это голландское соревнование по брейк-дансу, основанное в 1998 году[59]. IBE (International Breakdance Event, рус. Международное мероприятие по брейк-дансу) не является традиционным соревнованием, потому что в нём нет ни сцены, ни судей. Вместо этого есть рассчитанные на время соревновательные мероприятия, которые проходят в больших многоуровневых сайферах — круговых танцевальных пространствах, окружённых наблюдателями, — где победители определяются по одобрению публики[59]. Есть несколько видов событий, таких как баттл би-гёрл-команд, баттл Seven 2 Smoke (восемь лучших брейкеров соревнуются друг с другом, чтобы определить общего победителя), континентальный баттл All vs. All (все американские брейкеры против всех европейских брейкеров против азиатских брейкеров против мексиканских/бразильских брейкеров) и The Circle Prinz IBE[59]. The Circle Prinz IBE — это турнир на выбывание, который проходит в нескольких небольших сайфер-баттлах, пока последний оставшийся брейкер не будет объявлен победителем[59]. IBE также проводит европейские финалы The UK B-Boy Championships[60].
- Chelles Battle Pro было создано в 2001 году и проводится каждый год в городе Шелль, Франция. Есть два конкурса. Одно из них — это детское соревнование для соло-брейкеров в возрасте 12 лет и младше. Другое соревнование — это турнир на выбывание для восьми команд брейкеров. Некоторым командам необходимо пройти квалификацию на местном турнире своей страны; другие приглашаются прямо в финал[61].
- Red Bull BC One было создано Red Bull в 2004 году и каждый год проводится в разных странах[62]. Соревнование объединяет 16 лучших брейкеров со всего мира[62]. Шесть мест разыгрываются в шести региональных квалификационных турнирах. Остальные 10 мест зарезервированы для победителя прошлого года, выбора подстановочных знаков и рекомендаций международной группы экспертов. Предыдущий участник соревнований — рекордсмен мира Мауро «Чи́ко» Перуцци. Би-бой «Чи́ко» является мировым рекордсменом в 1990-х годах. 1990 — это движение, при котором брейкер непрерывно вращается на одной руке — вращение рукой, а не вращение головой. «Чи́ко» побил рекорд, совершив 27 вращений[63][64]. В документальном фильме, основанном на конкурсе Turn It Loose (2009), рассказывается о шести тренировках по брейк-дансу перед чемпионатом 2007 года в Йоханнесбурге[65]. Двумя из этих танцоров брейк-данса были Али «Лилу» Рамдани из Pockémon Crew и Омар «Roxrite» Дельгадо из Squadron.

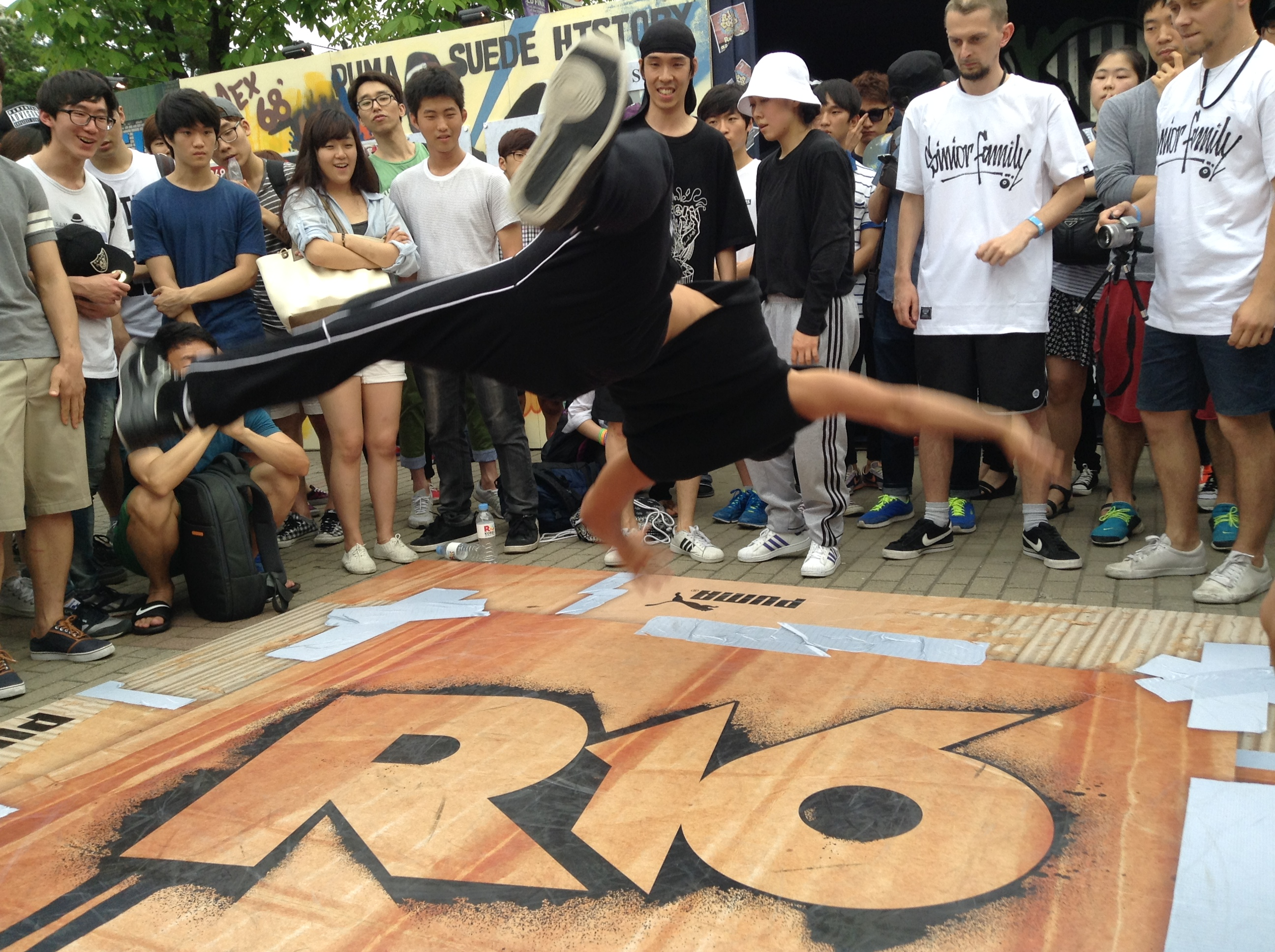
Танцор брейк-данса исполняет air-flare в сайфере на R16 Korea 2014

- R16 Korea — южнокорейское соревнование по брейк-дансу, основанное в 2007 году американцами азиатского происхождения Чарли Шином и Джоном Джеем Чоном[66]. Подобно BOTY и Red Bull BC One вместе взятым, Respect16 — это соревнование между 16 лучшими командами в мире[67]. Что отличает его от других соревнований, так это то, что оно спонсируется правительством и транслируется в прямом эфире по корейскому телевидению и в нескольких странах Европы[66]. В 2011 году R16 ввела новую систему судейства, которая была создана для устранения предвзятости и установления единого и справедливого стандарта оценки баттлов по брейк-дансу[68]. В новой системе брейкеры оцениваются по пяти критериям: основа, динамика (силовые трюки), баттл, оригинальность и исполнение. В каждой категории есть один судья, и во время баттлов результаты отображаются на большом экране, чтобы зрители могли видеть, кто побеждает в любой момент[69].
- Юношеские Олимпийские игры включили брейк-данс в свою программу, начиная с летних юношеских Олимпийских игр 2018 года в Буэнос-Айресе. Брейк-данс имеет право на включение, поскольку это дисциплина танцевального спорта, признанная Международным олимпийским комитетом. Соревнования состоят из мужских, женских и смешанных команд в формате баттла один на один[70].
- На летних Олимпийских играх 2024 года в Париже брейк-данс дебютировал на Олимпийских играх. 16 би-боев и 17 би-гёрлз соревновались в баттлах один на один[71]. Президент МОК Томас Бах заявил, что они добавили брейк-данс, чтобы привлечь больше внимания молодёжи к Олимпийским играм[72]. Однако после завершения Игр в Париже стало известно, что брейкинг не запланирован на следующих летних Олимпийских играх 2028 года в Лос-Анджелесе[73].

## Известные команды
Rock Steady Crew — американская брейк-данс-команда и хип-хоп-группа, сформированная в 1977 году би-боями Джимми Ди и Джимми Ли в Бронксе, Нью-Йорк. Манхэттенский филиал был создан 13-летним пуэрториканцем Ричардом «Crazy Legs» Коло́ном и B-Boy Fresh в 1979 году. Газета The New York Times назвала Rock Steady Crew «самой выдающейся брейк-данс-группой в мире на сегодняшний день». Международный хит группы 1983 года «(Hey You) The Rock Steady Crew» (из первого студийного альбома группы Ready for Battle) занял 6-е место в британском чарте синглов и попал в десятку лучших во многих европейских странах. Участники Rock Steady Crew снялись в фильмах «Танец-вспышка» (1983) и «Бит-стрит» (1984), которые вызвали международный интерес к субкультуре би-боев.
The Flying Steps — немецкая брейк-данс-команда и хип-хоп-группа, сформированная в 1993 году Кадиром Мемисом («Амиго») и Вартаном Бассилем в Берлине, Германия. В состав команды входит девять человек. Они специализируются на би-бойнге (брейк-дансе), поппинге и локинге и несколько раз становились чемпионами мира в этих танцевальных стилях, выиграв международный чемпионат Battle Of The Year 2000 и The Red Bull Beat Battle 2005, 2007. В 1995 году команда The Flying Steps заняла четвёртое место на чемпионате Battle of the Year, в 1996 году — третье (при участии братьев Мерзликиных из Jam Style Crew), а в 2000 году — первое. За свою карьеру The Flying Steps приобрели большой опыт в сфере развлечений, театра и СМИ. Они основали собственный музыкальный лейбл и начали различные успешные музыкальные проекты. The Flying Steps считаются одним из самых успешных городских танцевальных коллективов в мире. Известным представителем команды является Benny, занесённый в 2000 году в книгу рекордов Гиннеса за большое количество оборотов на голове (62) и получивший приз как «лучший би-бой мира 2000 года» по версии BOTY.

## В других сферах

### Фильм
За последние 50 лет этот танец был показан в различных фильмах. В начале 1980-х годов брейк-данс был показан в нескольких фильмах, включая «Дикий стиль» (1983), «Танец-вспышка» (1983), «Брейк-данс» (1984), «Брейк-данс 2: Электрическое Бугало» (1984), «Доставщики» (1984), «Краш Грув» (1985) и «Бит-стрит» (1984). В 1985 году, на пике популярности брейк-данса, Донни Йен снялся в гонконгском фильме Странные парочки, в котором он исполнял различные би-бой- и брейк-данс-движения.
В 2000-е годы возродились фильмы и телесериалы с участием брейк-данса, которые продолжались до начала 2010-х:
- Комедийный фильм 2001 года «Образцовый самец» изображает Зуландера (Бен Стиллер) и Гензеля (Оуэн Уилсон), исполняющих движения брейк-данса на подиуме.
- В аниме-телесериале 2004 года «Самурай Чамплу» один из главных героев, Муген, использует боевой стиль, основанный на брейк-дансе.
- Серия фильмов «Шаг вперёд» (2006-14) — это танцевальные фильмы, посвящённые страсти и любви к танцу. Брейк-данс присутствует во всех пяти фильмах: «Шаг вперёд», «Шаг вперёд 2: Улицы», «Шаг вперёд 3D», и «Шаг вперёд 4» и «Шаг вперёд: Всё или ничего», а также сериал «Шаг вперед: Потоп».
- В комедии 2007 года Kickin' It Old Skool Джейми Кеннеди играет брейк-дансера, который ударился головой во время шоу талантов и вышел из комы в 2007 году, а затем планирует снова собрать свою команду по брейк-дансу.
- В фильме 2009 года о тайских боевых искусствах «Феникс в ярости» показано вымышленное боевое искусство под названием meiraiyutth, основанное на сочетании тайского бокса и брейк-данса.
- В британском драматическом фильме 2009 года «Аквариум» Кэти Джарвис играет 15-летнюю девушку, которая регулярно занимается хип-хопом, в том числе брейк-дансом, в своём муниципальном поместье.
- Американский танцевальный 3D-фильм 2013 года «Битва года[англ.]» — это драма об одноимённом танцевальном конкурсе.

О брейк-дансе снято несколько документальных фильмов::
- Документальный фильм PBS 1983 года «Войны стилей» рассказывает о нью-йоркских граффити-художниках, но также включает в себя брейк-данс.
- Документальный фильм 2002 года «The Freshest Kids: A History of the B-Boy» представляет всестороннюю историю брейк-данса, включая его эволюцию и его место в культуре хип-хопа.
- Документальный фильм «Планета Би-Бой» 2007 года рассказывает о пяти командах со всего мира, которые отправляются на международный конкурс по брейк-дансу «Battle of the Year». Документальный фильм «Планета Би-Бой» послужил источником вдохновения для американского танцевального 3D-фильма 2013 года «Битва года[англ.]», драмы о одноимённом соревновании.
- Отмеченный наградами (приз зрительских симпатий кинофестиваля SXSW) документальный фильм 2007 года «Внутри круга»[80] повествует о личных историях трёх танцоров брейк-данса (Омар Давила, Джош «Милки» Айерс и Ромео Наварро) и их борьбе за то, чтобы держать танец в центре их жизни.
- В немецком документальном фильме 2010 года Neukölln Unlimited рассказывается о жизни двух братьев, танцующих брейк-данс в Берлине, которые пытаются использовать свои танцевальные таланты для обеспечения средств к существованию.

Движения брейк-данса иногда включают в хореографию фильмов о боевых искусствах. Это связано с визуально приятным аспектом танца, каким бы нелепым или бесполезным он ни был бы в реальном бою.

### Телевидение
В Соединённых Штатах брейк-данс широко упоминается в телевизионной рекламе, а также в новостях, рассказах о путешествиях и документальных фильмах как показатель молодёжной/уличной культуры. С производственной точки зрения стиль визуально приковывает внимание, мгновенно узнаваем и поддаётся быстрому редактированию, в то время как дух многонационален, энергичен и резок, но свободен от гангстерского подтекста многих образов рэп-культуры. Его удобство использования в качестве визуального клише приносит пользу спонсорству, несмотря на относительно небольшое количество поклонников самого жанра за пределами круга его практиков. В 2005 году в рекламе Volkswagen Golf GTi была показана частично CGI-версия Джина Келли, танцующего брейк-данс под ремикс на песню «Singin' in the Rain» группы Mint Royale. Танцевальные шоу So You Think You Can Dance и Короли танцпола, возможно, вернули брейк-данс на передний план поп-культуры в Соединённых Штатах, как и в 1980-х годах. Премьера американского драматического телесериала «Шаг вперед: Потоп», посвящённого брейк-дансу и другим формам хип-хопа, состоялась 20 марта 2019 года.
С тех пор, как популярность брейк-данса в Южной Корее резко возросла, он был показан в различных телевизионных драмах и рекламных роликах. «Брейк» — южнокорейский мини-сериал 2006 года о соревнованиях по брейк-дансу. «Над радугой» — южнокорейский драматический сериал 2006 года, в котором рассказывается о разных персонажах, которых объединяет танец брейк-данс. Showdown — соревновательное игровое шоу по брейк-дансу, организованное Джей Паком, впервые состоялось в Южной Корее 18 марта 2022 года.

### Видеоигры
Было создано всего несколько видеоигр, посвящённых брейк-дансу. Основным сдерживающим фактором для попыток создания подобных игр является сложность перевода танца в нечто развлекательное и весёлое на игровой приставке. Большинство этих попыток имели низкий или средний успех.
- Break Dance — 8-битная компьютерная игра от Epyx, выпущенная в 1984 году на пике популярности брейк-данса.
- Break Street — это компьютерная игра, в которой игрок получает очки за выполнение сложных танцевальных движений с помощью джойстика, не истощая оставшуюся энергию персонажа игрока[86]. Он был выпущен для Commodore 64 в октябре 1984 года, на пике популярности брейк-данса.
- B-boy — это консольная игра 2006 года, выпущенная для PS2 и PSP, цель которой — неподдельное изображение брейк-данса[87].
- Bust a Groove — это франшиза видеоигр, персонаж которой «Heat» специализируется на брейк-дансе.
- Pump It Up — это корейская игра, в которой требуется физическое движение ног. Игра включает в себя брейк-данс, и люди могут совершить этот подвиг, запоминая шаги и создавая танцевальные движения, чтобы вовремя попадать по стрелам.
- Breakdance Champion Red Bull BC One — это ритм-игра для iOS и Android, посвящённая реальным соревнованиям по брейк-дансу Red Bull BC One[88].
- Floor Kids — это игра для Nintendo Switch, выпущенная в 2017 году. Она оценивает ваше выступление на основе её музыкальности, оригинальности и стиля[89]. Она получила похвалу за инновационное управление и саундтрек Kid Koala[90][91].
- В давней франшизе видеоигр Yakuza боевой стиль Горо Мадзимы в значительной степени зависит от движений и приёмов, заимствованных из брейк-данса.

## В мире

### Бразилия
Исмаэль Толедо был одним из первых брейкеров в Бразилии. В 1984 году он переехал в Соединённые Штаты, чтобы изучать танцы. Находясь в США, он открыл для себя брейк-данс и в конце концов познакомился с брейкером Crazy Legs, который лично наставлял его в течение четырёх последующих лет. Освоив брейк-данс, он вернулся в Сан-Паулу и начал организовывать команды и участвовать в международных соревнованиях. В конце концов он открыл танцевальную хип-хоп-студию под названием Hip-Hop Street College.

### Франция
Брейк-данс зародился во Франции в начале 1980-х с созданием таких групп, как Paris City Breakers (которые позиционировали себя как известные New York City Breakers). В 1984 году Франция стала первой страной в мире, в которой регулярно и по всей стране транслировалось телешоу о хип-хопе, которое вёл Сидни Дютейл, с акцентом на хип-хоп-танец. Это шоу привело к взрыву хип-хоп-танца во Франции, и на сцене появилось много новых команд.

### Япония
Брейк-данс в Японии появился в 1983 году после выхода фильма «Дикий стиль». Выход фильма сопровождался гастролями Rock Steady Crew, и японцы были очарованы. Затем последовали другие фильмы, такие как «Танец-вспышка», которые способствовали увлечению брейк-дансом. Crazy-A, который в настоящее время является лидером токийского отделения Rock Steady Crew, был приглашён посмотреть «Танец-вспышка» своей тогдашней девушкой и ушёл, очарованный танцевальной формой, и стал одним из первых и одним из самых влиятельных брейкеров в истории Японии. Также начали появляться группы: в Харадзюку, районе Токио, появились первые группы, такие как Tokyo B-Boys, B-5 Crew и Mystic Movers. Сообщество брейк-дансеров в Японии нашло дом в токийском парке Ёёги в Харадзюку, который до сих пор остаётся активным местом для брейк-дансеров и энтузиастов хип-хопа. По мере того, как хип-хоп продолжал расти в Японии, росли и брейк-данс, и сообщества брейк-дансеров. После введения международных соревнований по брейк-дансу Япония начала соревноваться, и их хвалили за ловкость и точность, но вначале их критиковали за отсутствие оригинальности. Японцы начали по-настоящему процветать на международной арене после брейк-данс-карьеры Тайсуке Нонака, известного просто как Тайсуке. Тайсуке начал доминировать на международной арене и привёл японскую команду The Flooriorz к победе в Battle of the Year в 2015 году против команды Kienjuice из Белоруссии. Несмотря на успешную карьеру Тайсуке в групповых соревнованиях, ему не удалось выиграть сольное соревнование Red Bull BC One, индивидуальный чемпионат по брейк-дансу, который продолжал ускользать от японских би-боев. Первым японцем, выигравшим конкурс BC One, стал би-бой Issei в 2016 году. Многие считают Иссея лучшим японским брейк-дансером в настоящее время, а в глазах некоторых — лучшим в мире. Женщины-би-бои, или «би-гёрлы», также широко распространены в Японии, и после введения женского соревнования BC One в 2018 году японская би-гёрл Ами Юаса стала первой женщиной-чемпионкой. Известные японские би-бой-команды включают FoundNation, Body Carnival и The Flooriorz. Известные японские би-гёрл-команды включают Queen of Queens, Body Carnival и Nishikasai.

### СССР

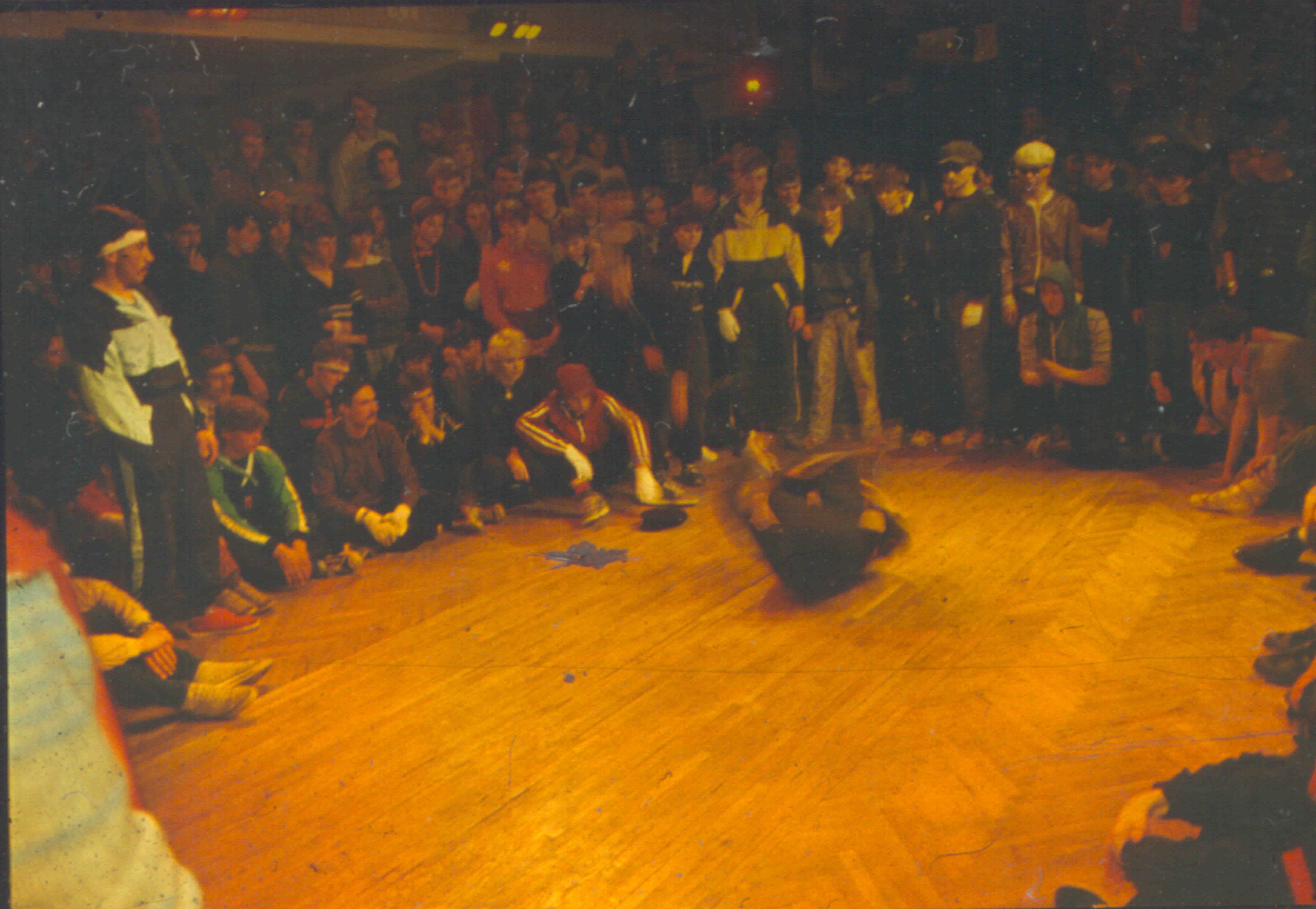
Первые брейк-баттлы в клубе «Октобрис» в Риге (1986)

В 1980-х годах Советский Союз находился в состоянии холодной войны со странами Западного блока. Советские люди жили за «железным занавесом», поэтому новые веяния моды, возникающие в капиталистических странах, обычно узнавали с некоторым опозданием. В Советском Союзе впервые узнали о брейк-дансе в 1984 году, когда в страну попали видеокассеты с фильмами «Брейк-данс», «Брейк-данс 2» и «Бит-стрит». В СССР эти фильмы официально не выпускались. Их привозили домой советские граждане, имевшие возможность выезжать в западные страны (например, дипломаты). Первоначально танец стал популярен в Прибалтике, а затем в крупных городах: Москве и Ленинграде. Отношение властей к новому танцу, пришедшему с Запада, было негативным.
Ситуация изменилась в 1985 году с приходом к власти Михаила Горбачёва и началом политики перестройки. Первыми, кто легализовал новый танец, стали танцоры из прибалтийских республик. Они представили этот танец как «протест против произвола капиталистов», объяснив это тем, что танец придумали чернокожие американцы из бедных кварталов. В 1985 году выступление чеха Иржи Корна было показано в программе «Утренняя почта» и стало одной из первых официальных демонстраций брейк-данса на советском телевидении. При поддержке ВЛКСМ в 1986 году прошли фестивали брейк-данса в городах Прибалтики (Таллин, Паланга, Рига). Следующим шагом стало распространение подобных фестивалей на другие союзные республики. Фестивали прошли в Горьком (Россия), Витебске (Белоруссия) и Донецке (Украина). Брейк-данс можно было увидеть в советском кино: «Танцы на крыше» (1985), «Курьер» (1986), «Публикация» (1988). К концу десятилетия танец стал почти повсеместным. Практически на любой дискотеке или школьном танце можно было увидеть человека, танцующего в стиле «робот».
В начале 1990-х годов страна пережила тяжёлый экономический и политический кризис. С распадом Советского Союза повальное увлечение брейк-дансом закончилось, и брейк-данс устарел. Следующая волна интереса к брейк-дансу в России наступила только в конце 90-х.